# Mirp
Un număr prim reversibil sau mirp (cuvântul prim scris invers) este un număr prim al cărui revers (adică cifrele în baza 10 scrise invers) este tot un număr prim, dar diferit. Această definiție exclude numerele prime palindromice înrudite. Termenul de prim reversibil este folosit pentru a însemna același lucru cu mirp, dar se preferă cuvântul mirp pentru a se evita confuzia cu numerele prime palindromice (numite uneori și ele prime reversibile). 
De exemplu, numărul prim 167 este un „mirp” deoarece și numărul 761 este prim, în timp ce numărul prim 353 este palindromic
pentru că este identic cu reversul său. De-aici mențiunea „prim diferit” în definiția de mai sus.
Primele numere mirp sunt:
13, 17, 31, 37, 71, 73, 79, 97, 107, 113, 149, 157, 167, 179, 199, 311, 337, 347, 359, 389, 701, 709, 733, 739, 743, 751, 761, 769, 907, 937, 941, 953, 967, 971, 983, 991, ..

La data de noiembrie 2009, cel mai mare termen cunoscut este 10006+941992101×104999+1, găsit de Jens Kruse Andersen în octombrie 2007.

## În alte baze
Primele numere mirp în baza 12 sunt (folosind doi rotit ᘔ și respectiv trei rotit Ɛ pentru zece și respectiv unsprezece):
15, 51, 57, 5Ɛ, 75, Ɛ5, 107, 117, 11Ɛ, 12Ɛ, 13Ɛ, 145, 157, 16Ɛ, 17Ɛ, 195, 19Ɛ, 1ᘔ7, 1Ɛ5, 507, 51Ɛ, 541, 577, 587, 591, 59Ɛ, 5Ɛ1, 5ƐƐ, 701, 705, 711, 751, 76Ɛ, 775, 785, 7ᘔ1, 7ƐƐ, Ɛ11, Ɛ15, Ɛ21, Ɛ31, Ɛ61, Ɛ67, Ɛ71, Ɛ91, Ɛ95, ƐƐ5, ƐƐ7, ...